# نارمند (فاریاب)
نارمند، روستایی در دهستان زهمکان بخش هور شهرستان فاریاب در استان کرمان ایران است.

## جمعیت
بر پایه سرشماری عمومی نفوس و مسکن در سال ۱۳۹۵، جمعیت این روستا برابر با ۹۵ نفر (۳۱ خانوار) بوده‌است.